# 北與南蓋茲堡戰役
《北與南蓋茲堡戰役》，是由Firaxis Games於1997年以南北戰爭蓋茲堡戰役為背景開發的即時戰術遊戲。

## 玩法
本遊戲允許玩家選擇同盟軍或聯盟軍陣營，並在戰役的各個場景擬定戰略和放置兵種，與電腦控制的敵軍對戰。玩家亦可以點選單個場景或數個場景的連動播放，既能重述原始歷史，又能讓玩家自行探索其他可能性。 

## 遊戲發展狀況
《北與南蓋茲堡戰役》自從在Mplayer上架以來一直有大量的在線玩家，但自從改用GameSpy以來，該遊戲的在線玩家便逐漸減少。在玩家眾多的顛鋒時期曾一度設立排行榜，直到後來該設定被移除後亦能查看昔日的排名。然而GameSpy的伺服器現時經已關閉，所以排行榜已無法查閱。 
及至2017年，本遊戲仍可在GameRanger下載。

## 評價
《北與南蓋茲堡戰役》在商業上非常成功，及至1999年8月已售出二十萬套。當時Firaxis Games的總裁佐夫·布里格斯曾指這款遊戲「做得非常好」 。評論網站Metacritic上亦獲得了「大眾讚賞」評級。 
《北與南蓋茲堡戰役》是1997年由互動藝術與科學學院頒授的「年度最佳策略遊戲獎」的決賽入圍者，亦獲遊戲開發者大會的「最佳戰略/戰爭遊戲特別獎」提名。雖然最終皆未能獲獎，但本遊戲仍被《電腦遊戲世界》、《電腦遊戲策略增強版》和《GameSpot》評為1997年的最佳電腦戰爭遊戲，電腦遊戲世界甚至將稱「史上最好的設計師回歸了」，並寫道「這遊戲真的會玩到約翰行軍回家。」 
Next Generation亦評價了該遊戲的PC版本，五顆星中給予了五顆，並表示「《北與南蓋茲堡戰役》是Firaxis最出色的首創產品」，不僅使以前的模擬遊戲黯然失色，還可擊敗現時大多數的實時策略遊戲。 
1998年，《北與南蓋茲堡戰》役贏得了最佳戰略電腦遊戲的起源獎
。

## 影響
《北與南蓋茲堡戰役》出現了各種玩家自創的遊戲模組。玩家可以自定制服、地圖、背景音樂和兵種。由於本遊戲在模組設計上適合套用到歷史上的其他戰爭，因此深受戰爭迷歡迎，製作出其他著名戰役的改編版本，例如弗雷德里克斯堡戰役，第一次馬納沙斯之役，半島會戰等。本遊戲的模組亦被BreakAway Games用來製作《滑鐵盧：拿破崙的最後一戰》。 
Firaxis Games後推出了續作《北與南安提頓戰役》。

## 外部連結
- 莫比游戏上的《Games網頁 北與南蓋茲堡戰役》（英文）